# Dubbelkraagmaansluiper
De dubbelkraagmaansluiper (Melanopareia torquata bitorquata) is een zangvogel uit de familie Melanopareiidae (maansluipers). De vogel staat als ondersoort van de diadeemmaansluiper op de IOC World Bird List.

## Herkenning
De vogel is ongeveer 15 cm lang. Van boven is de vogel donkerbruin en is licht okerkleurig op de keel. Opvallend is de zwarte kraag en het zwarte masker rond het oog, met daarboven een smalle, lichte wenkbrauwstreep en weer een zwarte kopkap. De dubbelkraagmaansluiper heeft boven de zwarte keelband ook een smalle witte keelband ("dubbele kraag"). Verder heeft hij een donker, okerkleurige borst en buik.

## Verspreiding
Deze soort komt voor in het oosten van Bolivia.